# Âyiné
Âyiné é uma editora brasileira, sediada em Belo Horizonte, com matriz na cidade de Veneza. Foi fundada em 2013 na Itália, por um brasileiro e dois italianos.

## História
A Revista Âyiné foi lançada em 31 de janeiro de 2013, por Pedro Fonseca e um grupo de colaboradores e amigos mineiros, na cidade de Belo Horizonte. A revista tinha como temas principais as culturas e sociedades islâmicas, que eram o foco principal de estudo de Fonseca, que é especialista em literatura persa.
Logo após o lançamento da revista, Fonseca voltou para Veneza, onde já vivia há alguns anos, e junto com outros dois sócios italianos, Simone Cristoforetti e Dhuane Fabbris, fundou a editora no final de 2013, inicialmente, traduzindo ele mesmo os textos e ensaios. Os livros da editora eram até pouco tempo atrás impressos na Itália, mas devido a valorização do euro frente ao real, tornou-se mais vantajoso imprimi-los no Brasil.